# Mongolia en los Juegos Olímpicos de Sochi 2014
Mongolia estuvo representada en los Juegos Olímpicos de Sochi 2014 por dos deportistas, un hombre y una mujer, que compitieron en esquí de fondo.
El portador de la bandera en la ceremonia de apertura fue el esquiador de fondo Boldyn Byambadorj. El equipo olímpico mongol no obtuvo ninguna medalla en estos Juegos.